# Kreisgericht Vilkaviškis
Das  Kreisgericht Vilkaviškis (lit. Vilkaviškio rajono apylinkės teismas) ist ein Kreisgericht mit fünf Richtern in Litauen in der südwestlichen Stadt der Republik. 
Das zuständige Territorium ist die Stadt (13.000 Einwohner) und die Rajongemeinde Vilkaviškis (49.000). Das Gericht der 2. Instanz ist das Bezirksgericht Kaunas.
Adresse: Vilniaus g. 9, LT-70145 Vilkaviškis.

## Leitung
- Gerichtspräsident Albinas Antanaitis